# Рододендрон кавказский

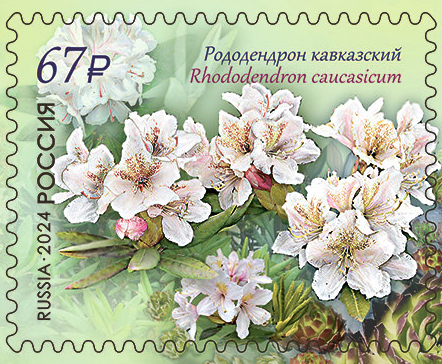
Почтовая марка России 2024 года, на которой изображено растение.

Рододе́ндрон кавка́зский (лат. Rhododéndron caucásicum) — вечнозелёный кустарник, вид подсекции Pontica, секции Ponticum, подрода Hymenanthes, рода Рододендрон (Rhododendron), семейства Вересковые (Ericaceae).

## Ботаническое описание

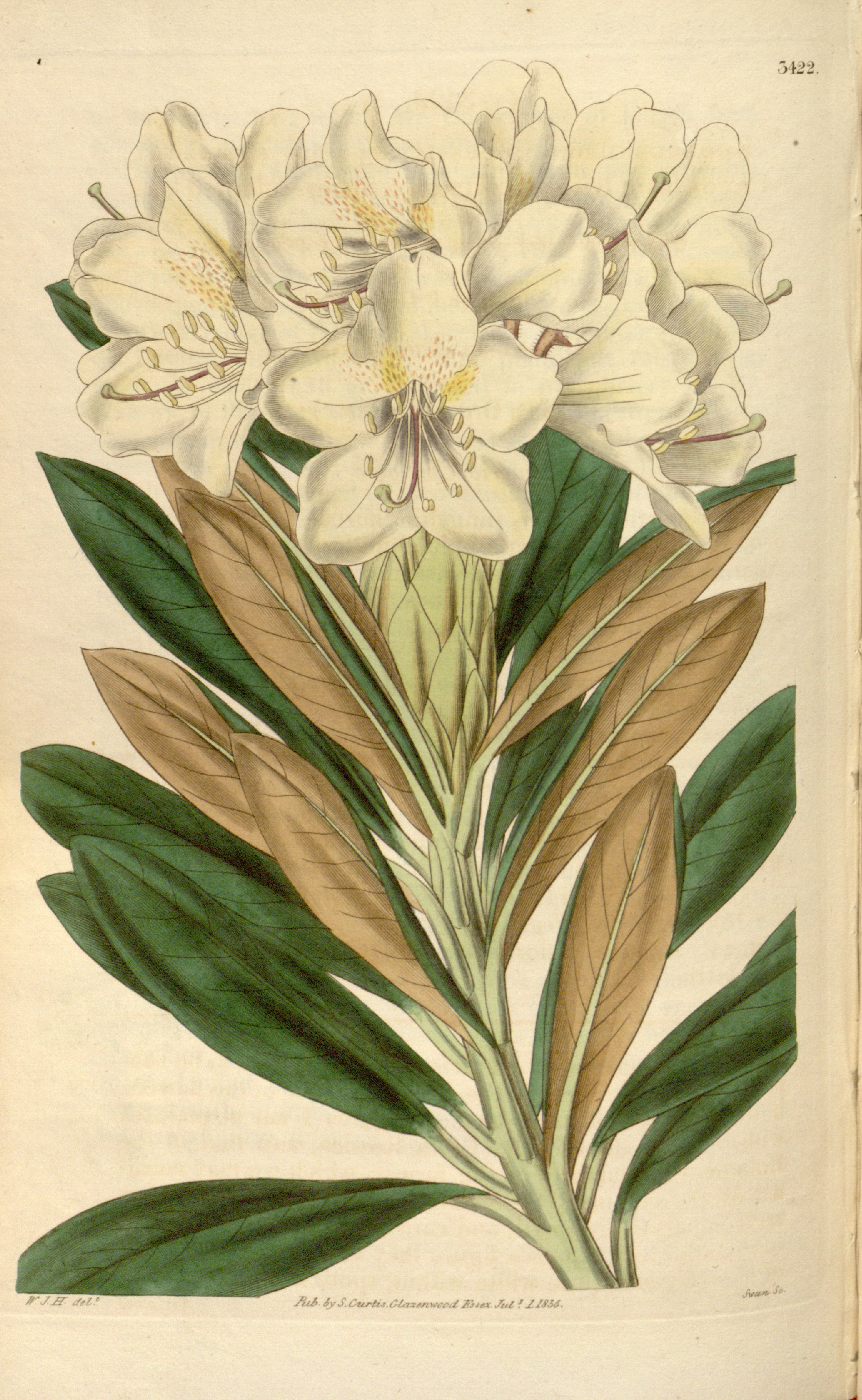
Rh. caucasicum
Ботаническая иллюстрация из Curtis's Botanical Magazine, 1835 г.

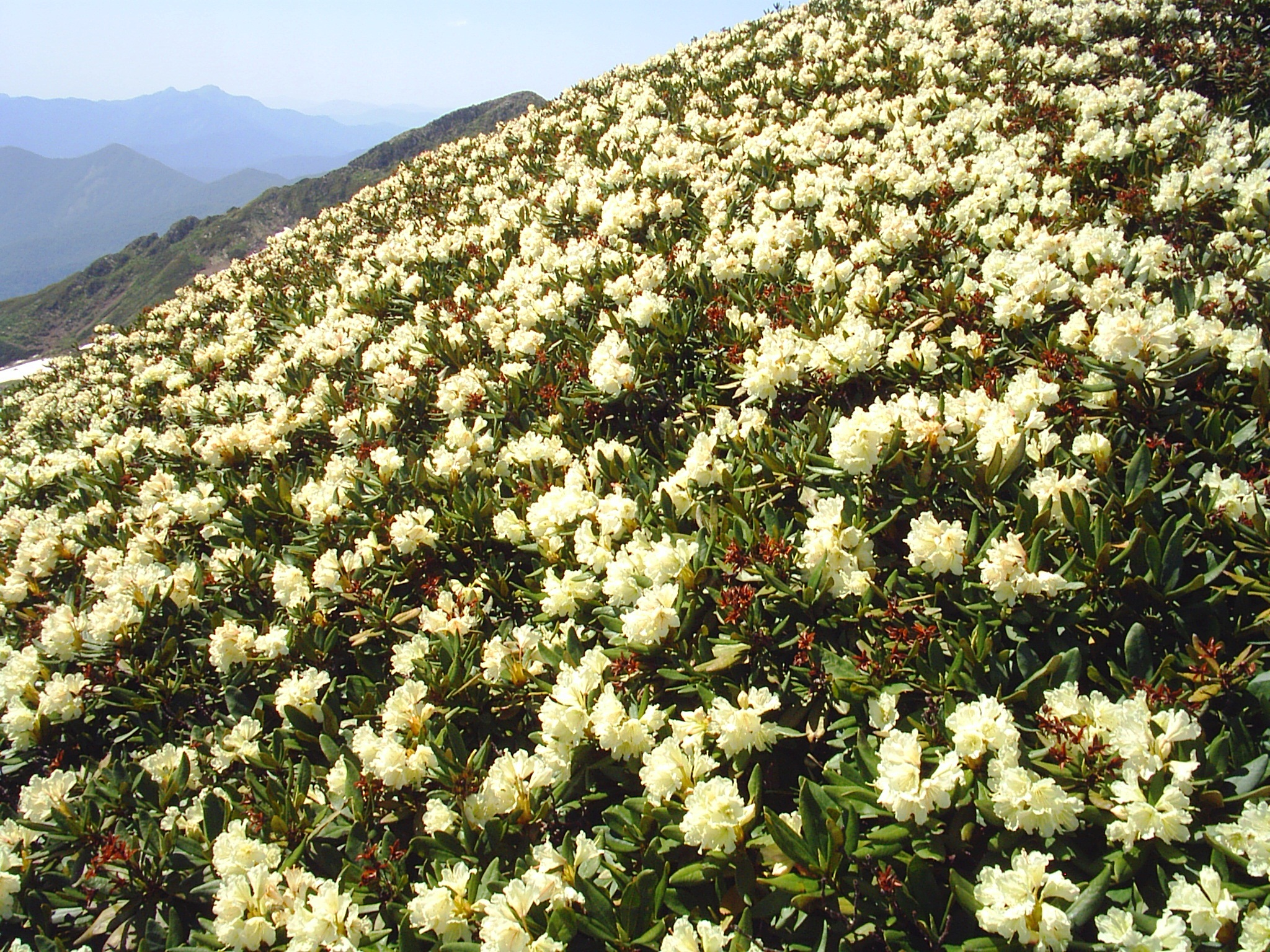
Рододендроны на склонах горы Ачишхо, Сочи

Рододендрон кавказский достигает в высоту 1—1,5 м. Стебель лежачий, с тёмно-бурой корой.
Листья продолговато-овальные, снизу покрыты густым коротким рыжим войлоком.
Цветки собраны в зонтиковидное соцветие, венчик до 3 см длины и в диаметре, желтовато-белый с зелёными или красноватыми крапинками в зеве. Окраска венчика сильно варьирует от чисто белой (горы Чхо, Ачишхо в Западном Кавказе) до бледно-кремовой или бледно-розовой (гора Гамзачиман в Северной Армении, гора Цхра-Цхаро на Триалетском хребте). Розовоцветковые формы встречаются также в районе Приэльбрусья (гора Чегет, Rhododendron caucasicum var. roseum).
Коробочка ржавчино-войлочная, продолговатая.

## Распространение и среда обитания

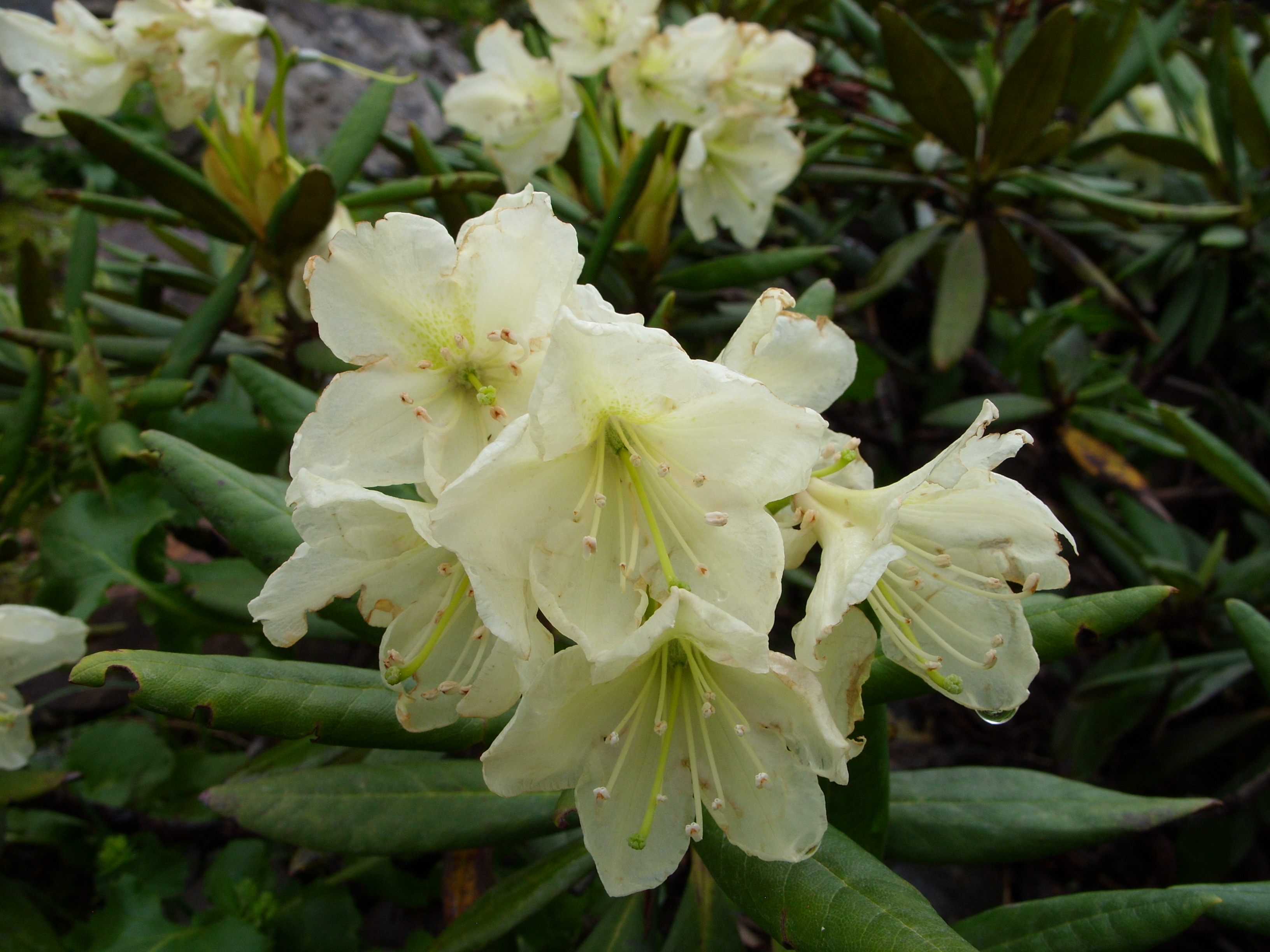
Рододендрон в Цейском ущелье

Эндемик Кавказа, ареал которого охватывает высокогорья Большого и Малого Кавказа и заходит в Турцию по Арсиянскому и Лазистанскому хребтам. Распространён на высоте 1600—3000 метров над уровнем моря. В России встречается в Дагестане, Северной Осетии, Чечне, Ингушетии, Кабардино-Балкарии, Карачаево-Черкесии, в горах Краснодарского края и Адыгеи.
Данный вид является представителем горно-лугового субальпийского ландшафта.

## Хозяйственное значение и применение
Рододендрон кавказский является медоносом, в горных условиях на крутых склонах служит почвозакрепителем. Используется при лечении сердечно-сосудистых заболеваний и ревматизма. Препараты, полученные из листьев рододендрона кавказского, назначают при отравлении ртутью, при заболеваниях слизистых оболочек и головных болях.
По наблюдениям в Кабардино-Балкарии поедается западнокавказским туром (Capra caucasica).
Обширные плантации располагаются в горах Главного Кавказского хребта на территории Республики Абхазия.

## В культуре
В культуре известен с 1803 года, но встречается довольно редко, так как культивированию поддается с трудом.
В ГБС с 1953 года, получен сеянцами из Сочи. В 15 лет высота 0,75 м. Вегетация наступает с началом плюсовых температур. Рост побегов заметен с середины мая и заканчивается в июне. Вторичный рост побегов наблюдается в июле-августе. Средний ежегодный прирост равен 3—5 см. Цветет в культуре, как и в природе, начиная с 12 лет, с середины мая до начала июня. Вторичное цветение приурочено к середине октября, бывает неежегодно. Семена созревают редко в конце октября или в начале ноября. Зимостоек при наличии зимнего укрытия. Без укрытия зимостойкость II, в суровые зимы III. Плохо переносит пересадку.
В условиях Нижегородской области в коллекции университетского ботанического сада 1 образец, полученный из Санкт-Петербурга семенами в 2001 г. В 2013 г. у него отмечено первое цветение и плодоношение.
В Латвии интродуцирован в начале XX века. Полностью зимостоек. Ежегодно обильно цветет и плодоносит. Выращивается в Риге, Юрмале, Талсы.
Выдерживает зимние понижения температуры до −21 … −29 °С.